# To naprawdę już koniec 1995–2003
To naprawdę już koniec 1995–2003 – ostatni album zespołu O.N.A., na który składają się największe przeboje grupy. Wydany 24 marca 2003 roku. Na albumie znalazły się wszystkie single zespołu w albumowych wersjach. Oprócz tego znajdują się w nim: „Vete mejor es así” – „Drzwi” w wersji hiszpańskojęzycznej, „Tired” – „Zmęczona” w wersji angielskojęzycznej oraz „Rośnie we mnie gniew”, „Nie to nie” i „Mrok” – utwory nie-singlowe.

## Lista utworów
Źródło.
| CD 1 1. "Rośnie we mnie gniew" - 3:00. 2. "Kiedy powiem sobie dość" - 4:55. 3. "Wszystko to co ja" - 4:41. 4. "Vete mejor es así" - 4:44. 5. "Nie to nie" - 3:43. 6. "Mimo wszystko" - 4:02. 7. "Koła czasu" - 4:00. 8. "Znalazłam" - 3:56. 9. "Krzyczę - jestem" - 4:02. 10. "Najtrudniej" - 5:59. 11. "Nie chcę dawać tego, co najlepsze" - 4:11. |  | CD 2 1. "Ciągle Ty" - 4:19. 2. "Nienawidzę" - Coptic Rain Mix” - 3:53. 3. "Moja odpowiedź" - 4:20. 4. "24 godziny po..." - 5:01. 5. "Hystoryjka" - 2:02. 6. "Mrok" - 5:19. 7. "Jestem silna" - 3:44. 8. "Tired" - 5:15. 9. "Niekochana" - 5:48. 10. "To naprawdę już koniec" - 4:19. |

## Twórcy
- Agnieszka Chylińska – śpiew
- Zbyszek Kraszewski – perkusja
- Grzegorz Skawiński – gitary, chórki
- Waldemar Tkaczyk – gitara basowa
- Wojciech Horny – instrumenty klawiszowe